# Alexandre Jean Noël
Pour les articles homonymes, voir Noël (homonymie).
Alexandre Jean Noël, né le 25 juillet 1752 à Brie-Comte-Robert, mort à Paris en 1834, est un peintre français.
Il est le grand-père du peintre Alexis Nicolas Noël.

## Biographie
Élève de Joseph Vernet, Alexandre Jean Noël produit des gouaches et des aquarelles de marines et des paysages dans l'esprit de son maître. En 1769 il accompagne l'astronome Jean Chappe d'Auteroche dans son expédition scientifique en Basse-Californie pour observer le transit de Vénus devant le disque du Soleil, qu'il illustre par une série de dessins dépeignant leur périple. Atteint comme le savant de la fièvre jaune, il en réchappe à l'inverse de ce dernier.

## Œuvre
Dans la deuxième moitié de sa carrière, il peint un grand nombre de gouaches allant par paires. Le pendant de son Coup de vent, un Clair de lune en mer est également conservé au Louvre. Ces paires se caractérisent par leur grand format et des sujets qui s'opposent.
- Vue du port de Rouen du côté du cours Dauphin
- Vue des environs de [Rouen ?] prise des chantiers de construction

## Honneur
L'astéroïde (27724) Jeannoel est nommé d'après lui.